# Fosfodiesteraza
Fosfodiesteraze su enzimi koji prekidaju fosfodiestersku vezu. Pod fosfodiesterazama se obično podrazumevaju fosfodiesteraze cikličnih nukleotida, koje imaju veliki klinički značaj. Međutim, postoje i mnoge druge familije fosfodiesteraza, kao što su fosfolipaze C i D, autotaksin, sfingomijelinska fosfodiesteraza, DNaze, RNaze, i restrikcione endonukleaze (koje razlažu fosfodiestarsku osnovu DNK ili RNK), kao i brojne fosfodiesteraze slabije karakterisanih malih-molekula.
Ciklično nukleotidne fosfodiesteraze obuhvataju grupu enzima koji razlažu fosfodiestarsku vezu u molekulima sekundarnih glasnika cAMP i cGMP. Oni regulišu lokalizaciju, trajanje, i amplitudu signalizacije cikličnih nukleotida unutar subcelularnih domena. PDE enzimi su regulatori prenosa signala posredovanog sekundarnim glasnicima.

## Klasifikacija i nomenklatura
PDE super-familija enzima se deli u 11 familija, naime PDE1-PDE11, kod sisara. Ova klasifikacija je bazirana na:
- aminokiselinskoj sekvenci
- supstratnoj specifičnosti
- regulatornim osobinama
- farmakološkim osobinama
- distribuciji u tkivu

Različiti PDE enzimi iste familije su funkcionalno srodni uprkos činjenici da se njihove aminokiselinske sekvence znatno razlikuju. PDE enzimi imaju različite supstratne specifičnosti. Neki su cAMP selektivne (PDE4, 7 i 8), ili cGMP selektivne hidrolaze (PDE5, 6 i 9), do drugi mogu da hidrolizuju cAMP i cGMP (PDE1, 2, 3, 10 i 11). PDE3 se ponekad naziva cGMP-inhibiranom fosfodiesterazom. Mada PDE2 može da hidrolizuje oba ciklična nukleotida, vezivanje cGMP-a za regulatorni GAF-B domen povišava cAMP afinitet i hidrolizu na račun cGMP-a. Taj mehanizam, kao i drugi, omogućava međusobnu regulaciju cAMP i cGMP puteva.

## Literatura
- Nicholas C. Price; Lewis Stevens (1999). Fundamentals of Enzymology: The Cell and Molecular Biology of Catalytic Proteins (Third изд.). USA: Oxford University Press. ISBN 019850229X.
- Eric J. Toone (2006). Advances in Enzymology and Related Areas of Molecular Biology, Protein Evolution (Volume 75 изд.). Wiley-Interscience. ISBN 0471205036.
- Branden C; Tooze J. Introduction to Protein Structure. New York, NY: Garland Publishing. ISBN 0-8153-2305-0.
- Irwin H. Segel. Enzyme Kinetics: Behavior and Analysis of Rapid Equilibrium and Steady-State Enzyme Systems (Book 44 изд.). Wiley Classics Library. ISBN 0471303097.
- William P. Jencks (1987). Catalysis in Chemistry and Enzymology. Dover Publications. ISBN 0486654605.

1. ↑  Donald Voet; Judith G. Voet (2005). Biochemistry (3 изд.). Wiley. ISBN 9780471193500.
2. ↑  Bruce Alberts; Alexander Johnson; Julian Lewis; Martin Raff; Keith Roberts; Peter Walter (2002). Molecular Biology of the Cell. New York: Garlard Science.  0815332181.
3. ↑  Iffland, A;  . (2005). „Structural determinants for inhibitor specificity and selectivity in PDE2A using the wheat germ in vitro translation system”. Biochemistry. 44(23): pp. 8312-25.

## Spoljašnje veze
- Phosphoric+Diester+Hydrolases на 